# Cerhovice
Cerhovice (en allemand : Zerhowitz) est un bourg (městys) du district de Beroun, dans la région de Bohême-Centrale, en République tchèque. Sa population s'élevait à 1 159 habitants en 2021.

## Géographie
Cerhovice se trouve à 6 km à l'ouest-nord-ouest de Hořovice, à 23 km au sud-ouest de Beroun et à 50 km au sud-ouest de Prague.
La commune est limitée par Líšná et Drozdov au nord, par Záluží à l'est, par Újezd au sud, et par Kařez, Zbiroh et Týček à l'ouest.

## Histoire
La première mention écrite de la localité date de 1275.

## Administration
La commune se compose de deux sections :
- Cerhovice
- Třenice

## Galerie

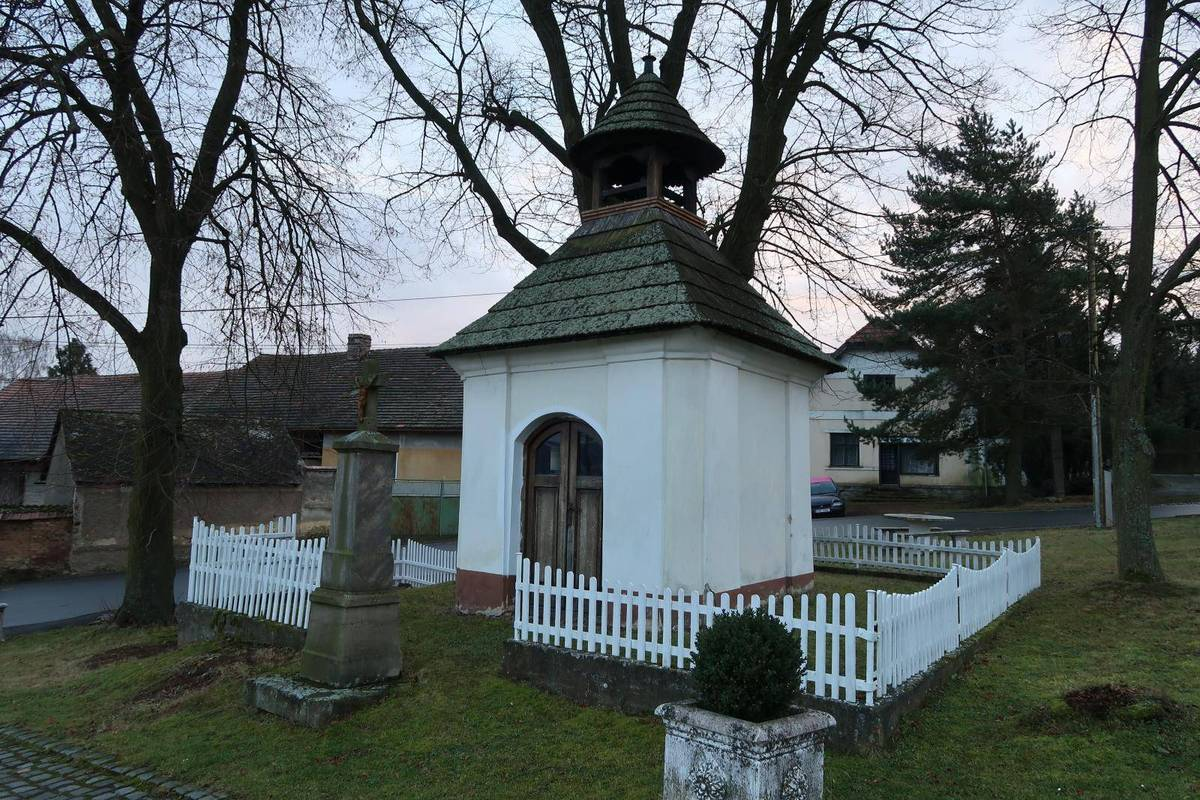
Chapelle de la Vierge Marie.
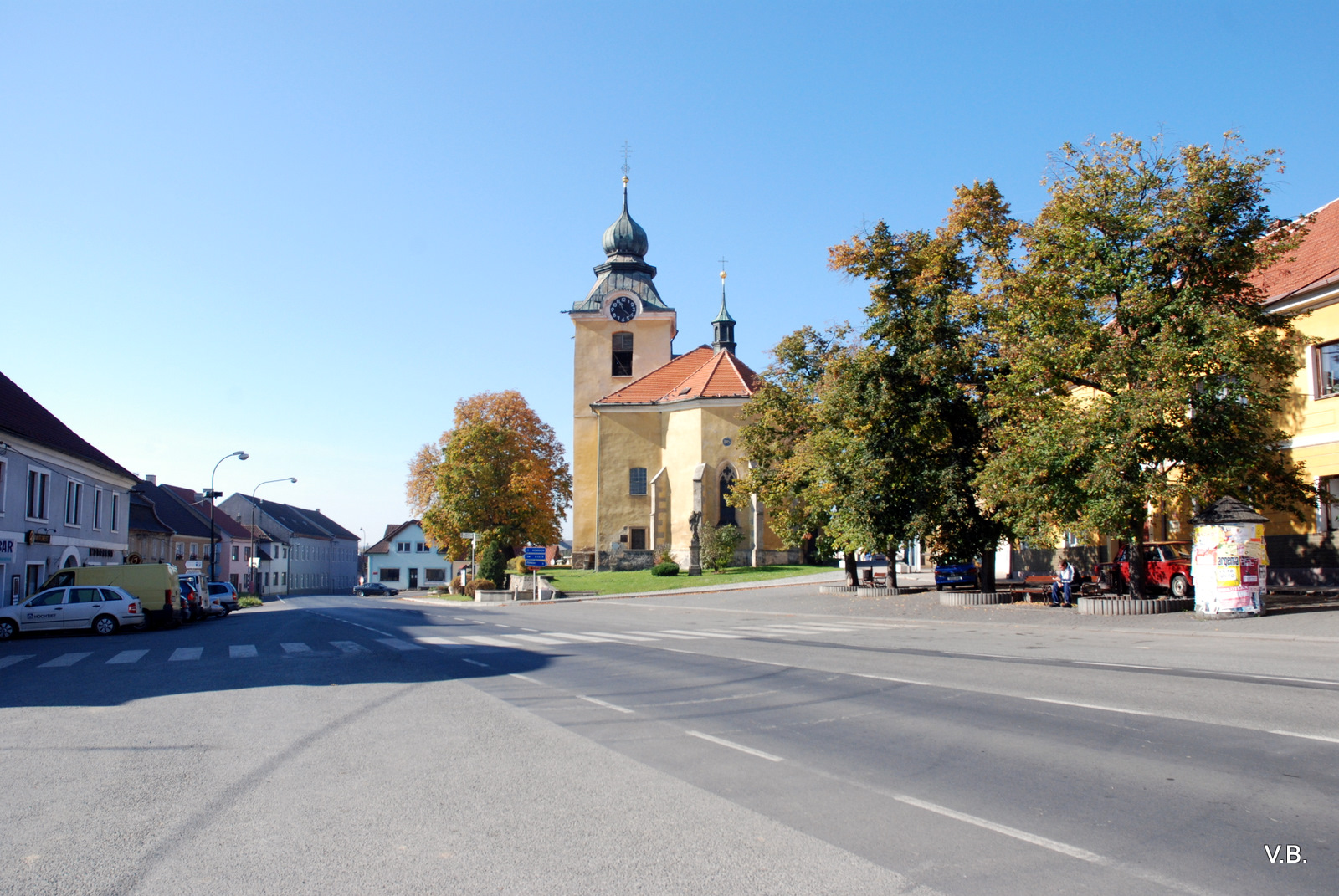
Centre de Cerhovice.

## Transports
La commune est desservie par un échangeur de l'autoroute D5/E40, qui relie Prague à Plzeň.